# دمفیر
دمپایر یا دمفیر (به انگلیسی: Dhampir) در باور عامیانه شبه جزیرهٔ بالکان به فرزند پدری خون‌آشام و مادری انسان گفته می‌شود. دمپایرها معمولاً قدرت خون‌آشام‌ها را دارند ولی ضعف آن‌ها (مانند حساسیت به نور) را ندارند. معمولاً دمپایرها به شکارچیان خون‌آشام‌ها بدل می‌گردند.
از دمپایرهای معروف در فرهنگ می‌توان به شکارچی خون‌آشام دی اشاره کرد.